# Магнитоупругие датчики
Магнитоупругие датчики (магнитоупругие преобразователи) — преобразователи механических усилий (изгиба, кручения, сжатия, растяжения), деформаций или давления в электрические величины — напряжение или ток. Принцип действия магнитоупругих датчиков основан на магнитоупругом эффекте.

## Основные понятия
Ферромагнитные материалы, используемые в магнитоупругих датчиках имеют разную зависимость магнитной проницаемости {\displaystyle \mu } от механического напряжения {\displaystyle \sigma }: так у пермаллоя с увеличением усилия растяжения магнитная проницаемость уменьшается, а у никеля — увеличивается. Это объясняется различной магнитострикцией: пермаллой имеет положительную магнитострикцию (удлиняется под воздействием магнитного поля), а никель — отрицательную магнитострикцию, а некоторые ферромагнетики (например железо) имеет знак магнитострикции в зависимости от направления магнитного потока по отношению к кристаллографическому направлению материала.
Количественно чувствительность магнитоупругого датчика выражается коэффициентом чувствительности {\displaystyle S_{m}}:
{\displaystyle S_{m}={\frac {\pm d\mu }{\mu \cdot \sigma _{k}}}},
где {\displaystyle d\mu } — приращение магнитной проницаемости
{\displaystyle \mu } — абсолютная величина магнитной проницаемости
{\displaystyle \sigma _{k}} — механическое напряжение растяжения (сжатия).

## Разновидности магнитоупругих датчиков
Магнитоупругие датчики разделяются:
- по принципу действия:
  - реагирующие на механические напряжения изменением магнитной проницаемости в одном направлении (дроссельного и трансформаторного типа)
  - реагирующие на механические напряжения изменением магнитной проницаемости в двух взаимно перпендикулярных направлениях (магнитоанизатропные преобразователи, называемые иначе «прессдукторы»).
- по конструкции:
  - обмоточные
  - безобмоточные (электрического сопротивления)
  - сельсинного типа (c появлением вращающего момента)
- по виду воспринимаемых усилий:
  - линейные
  - линейные в нескольких плоскостях
  - вращательные

### Дроссельный магнитоупругий датчик
Представляет собой обмотку, надетую на собой сердечник из ферромагнитного материала броневого или стержневого типа. При внешнем механическом воздействии и возникновении в сердечнике механических напряжений происходит изменение магнитной проницаемости {\displaystyle \mu }, индуктивности обмотки {\displaystyle L} и индуктивного сопротивления {\displaystyle j\omega L}. При включении такого датчика последовательно в цепь между источником переменной ЭДС и нагрузкой и приложении механического воздействия на сердечник будет наблюдаться изменение тока {\displaystyle I} в цепи и как следствие — изменение напряжения {\displaystyle U} на нагрузке.

### Трансформаторный магнитоупругий датчик
Данный датчик состоит из двух обмоток, намотанных на сердечник с необходимыми магнитоупругими свойствами и представляет собой трансформатор, при этом одна из обмоток (первичная) подключается к источнику переменной ЭДС, а другая (вторичная) — к нагрузке. Возникновение механических напряжений в сердечнике приводит к изменению магнитной проницаемости {\displaystyle \mu } и значит к изменению взаимной индуктивности {\displaystyle M} между обмотками и разному напряжению, индуцируемому во вторичной обмотке.
Имеется и другая разновидность трансформаторного магнитоупругого датчика — шунтовой трансформаторный магнитоупругий датчик, в котором на одно стержне сердечника находится первичная обмотка, на другом — вторичная, средний стержень сердечника не имеет обмотки (шунтовой стержень) и поскольку путь для магнитного потока через шунтирующий стержень короче, а сечение шунтирующего стержня больше, тот магнитный поток {\displaystyle \Phi } от первичной обмотки практически не попадает в стержень со вторичной обмоткой, но при приложения усилия на шунтовой стержень (с положительной магнитострикцией) его магнитная проницаемость уменьшается и поток начинает замыкаться через стержень со вторичной обмоткой, в которой появляется напряжение {\displaystyle U}.
В дифференциально — трансформаторном магнитоупругом датчике первичная обмотка находится на среднем стержне, а на двух боковых стержнях — две вторичные с одинаковыми параметрами, при этом вторичные обмотки включаются встречно, поэтому на нагрузке (без приложения механического напряжения к датчику) суммарное напряжение равно нулю, при возникновении механического напряжения {\displaystyle \sigma } на одном из стержней баланс нарушается и на нагрузке появляется электрическое напряжение {\displaystyle U}.
Для определения механических напряжений в нескольких плоскостях обмотки с сердечниками устанавливают в различных направлениях в магнитной системе.

### Магнитоанизотропные преобразователи (прессдукторы)
В прессдукторах усилие прилагается к сердечнику в направлении 45° к осям первичной и вторичной обмоток (которые между собой расположены перпендикулярно). При такой конструкции в не нагруженном сердечнике поток {\displaystyle \Phi } первичной обмотки не охватывает витки {\displaystyle w} вторичной и в последней не наводится ЭДС, при приложении усилия к сердечнику магнитный поток охватывает витки вторичной обмотки и на нагрузке появляется сигнал.

Прессдуктор

### Электродно-катушечные магнитоизоторопные преобразователи
Электродно-катушечные магнитоизотропные преобразователи используются для определения скручивающих механических усилий. Для этого к ферромагнитному сердечнику подключаются электроды и при подаче тока к ним от внешней цепи создаются циркулирующие магнитные потоки, которые не пересекают вторичную обмотку, расположенную на сердечнике. При приложении скручивающих усилий во вторичной обмотке наводится ЭДС.

### Магнитоупругие датчики электрического сопротивления (безобмоточные)
В таких датчиках измеряется падение напряжения на самом ферромагнитном сердечнике: на одни электроды, расположенные по краям подаётся от внешнего источника питания ток {\displaystyle I}, а из пары других, установленных ближе к середине снимается падение напряжения {\displaystyle U}, пропорциональное внешнему механическому усилию.

### Сельсинные магнитоупругие датчики
Сельсинные датчики имеют две взаимноперпендикулярные обмотки возбуждения, одна из которых расположена на чувствительном элементе, к которому прикладывается усилие; управляющая обмотка также расположена в пазах на чувствительном элементе в виде диска. При воздействии усилия на чувствительный элемент возникает фазовый небаланс между обмотками и ротор датчика поворачивается.